# Тенишевы
Те́нишевы — татарский мишарский княжеско-мурзинский род в Мещере, беханиды.
Род князей Тенишевых внесён в V и VI части родословных книг Тамбовской, Казанской и Московской губерний.
В Боярских книгах, наряду с княжеским родом, записаны Тенишевы и без титула князь: Даниил Багилдеевич и Кирилл Имишев Тенишевы —  московские дворяне (1658).

## Происхождение и история рода
Княжеский род происходят от темниковского князя мурзы Тениша Кугушева, через его двух сыновей Исяша мурзу и Ямаша мурзу Тенишевых. Тениш Кугушев, грамотою (9 марта 1528) великого князя Василия Ивановича, пожалован в Мещере поместьями с крестьянами, переходившее наследственно к его потомкам, владевшими также и приобретёнными имениями. При Иване Грозном упоминается астраханский князь Тенишев. Около того же времени упомянут князь Еникей Тенишева сын, на российской службе, главный начальник темниковских татар занимающих Казанскую область (1555), воевода в Темникове (1558). Потомки Еникеея приняли святое крещение с именем князей Тенишевых.. 
Определением Правительствующего Сената (02 октября 1851), утверждены постановлением Пензенского дворянского депутатского собрания (08 февраля 1793) и (05 декабря 1850) о внесении рода Тенишевых в VI-ю часть дворянской родословной книги, с правом именоваться князьями татарскими. Копия высочайше пожалованного герба выдана (13 октября 1875) инженер-коллежскому советнику князю Владимиру Николаевичу Тенишеву. 
Возможно существование одноимённого мурзинского рода Тенишевых ногайского происхождения, так как общее родство пяти ветвей Тенишевых пока не доказано.
По Н. А. Баскакову, фамилия происходит от тюркского прозвища тыныч-тыныш (спокойный, смирный). Согласно же В. В. Вельяминову-Зернову, Тениш есть форма мусульманского имени Дин-Мухаммед (через форму Тин-Мухаммед).

## Описание герба
В золотом щите чёрная гора, поверх которой червленый пояс, обремененный двумя золотыми стрелами остриями вверх, положенными крестообразно.
Над щитом коронованный княжеский шлем. Нашлемник: накрест две золотые стрелы, остриями вниз. Намёт: справа — чёрный с золотом, слева — червленый с золотом. Щит украшен червленой, подбитой горностаем, мантией с золотыми шнурами, кистями, бахромой и увенчан княжеской короной. Герб рода Тенишевых, князей татарских внесен в Часть 13 Общего гербовника дворянских родов Всероссийской империи, стр. 20.

## Известные представители рода (в хронологическом порядке)
- Князь Тенишев Василий Сафарович — стольник (1690—1692).
- Князь Тенишев Родион Мердяев — стольник (1690—1692)[2].
- Тенишев, Василий Борисович (1709 — ок. 1789) — Казанский губернатор (1760—1764).
- Тенишев, Дмитрий Васильевич (1766—1829) — князь, Казанский вице-губернатор (1797—1802), Астраханский гражданский губернатор (1802—1807), начальник Симбирского ополчения (1812).
- Тенишев, Николай Иванович (1798—1862) — князь, генерал-майор, губернатор Сандомирской губернии, управлял путями сообщения в Царстве Польском.
- Тенишев, Вячеслав Николаевич (1844—1903) — русский этнограф, археолог и социолог, основатель Тенишевского коммерческого училища в Санкт-Петербурге, сын Н. И. Тенишева.
- Тенишева, Анна Дмитриевна (урождённая Замятина; 1852—1934) — первая жена В. Н. Тенишева, благотворительница.
- Тенишев, Вячеслав Вячеславович (1878—1959) — русский общественный деятель и политик, член III Государственной думы. Сын В. Н. Тенишева и А. Д. Тенишевой.
- Тенишева, Мария Клавдиевна (урождённая Пятковская, по отчиму — Мария Морицовна фон Дезен; в первом браке — Николаева; 1858—1928) — вторая жена В. Н. Тенишева, общественный деятель, педагог, благотворитель и коллекционер, владелец усадьбы Талашкино.